# 하이드록시메틸빌레인
하이드록시메틸빌레인(영어: hydroxymethylbilane, HMB) 또는 프리유로포르피리노젠(영어: preuroporphyrinogen)은 헤모글로빈, 미오글로빈 및 엽록소를 포함하는 중요한 물질들의 그룹인 포르피린의 합성 과정에서 생물체 내에서 생성되는 유기 화합물이다.
하이드록시메틸빌레인은 4개의 피롤 고리가 메틸렌 가교(−CH2−)로 연결된 사슬로 치환된 빌레인이다. 사슬은 하이드록시메틸기(−CH2OH)로 시작하여 각각의 메틸렌 가교 대신에 수소로 끝난다. 각각의 피롤 고리의 다른 두 개의 탄소 원자는 아세틸기(−CH2COOH) 및 프로피오닐기(−CH2CH2COOH)의 순서로 결합되어 있다.
하이드록시메틸빌레인은 포르포빌리노젠 탈아미노효소에 의해 4분자의 포르포빌리노젠으로부터 생성된다.

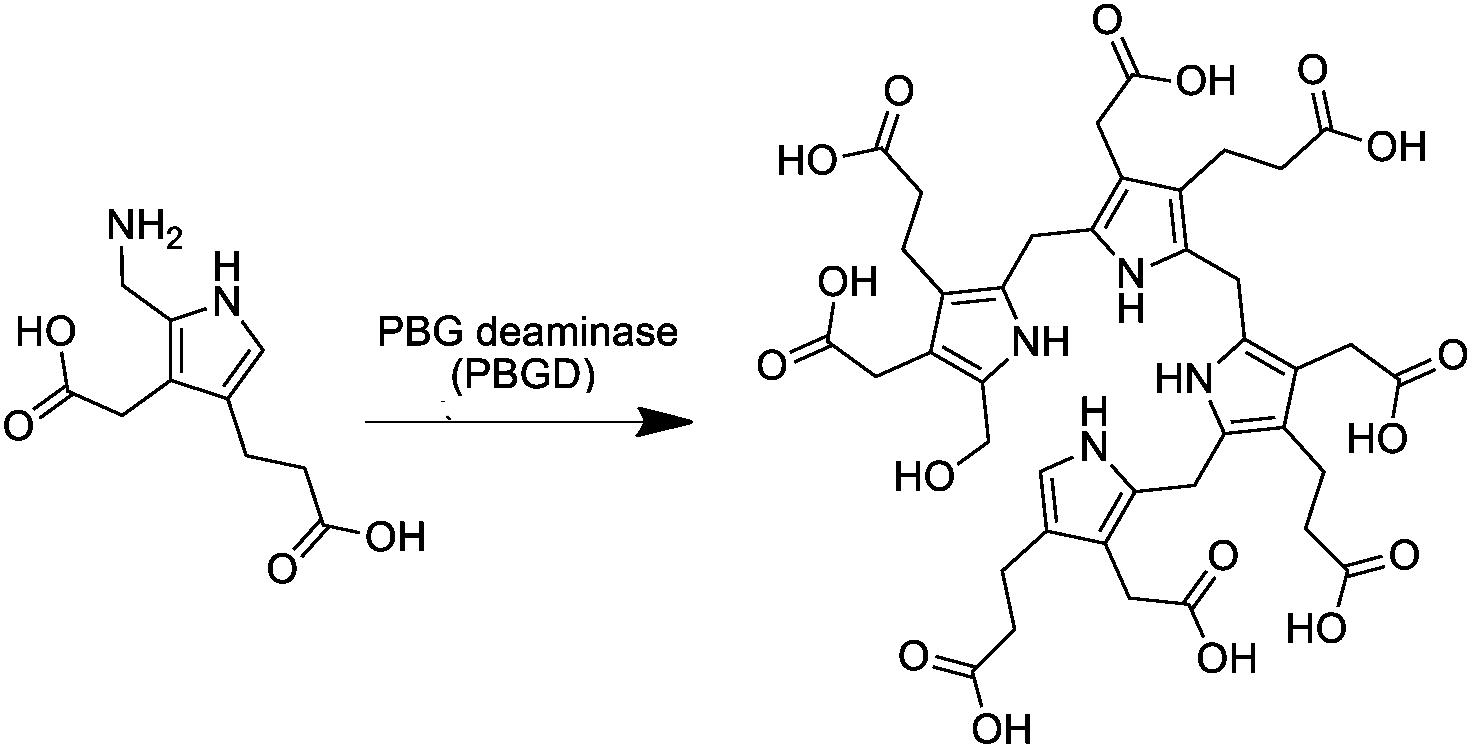
포르포빌리노젠 탈아미노효소에 의한 포르포빌리노젠의 하이드록시메틸빌레인으로의 전환 과정

유로포르피리노젠 III 생성효소는 하이드록시메틸빌레인의 고리를 닫아서 헥사하이드로포르핀 거대 고리를 가지고 있는 화합물들인 포르피리노젠, 특히 유로포르피리노젠 III를 형성한다. 유로포르피리노젠 III 생성효소가 없으면 자발적으로 고리화 반응이 일어나서 하이드록시메틸빌레인은 유로포르피리노젠 I이 된다.

## 같이 보기
- 포르포빌리노젠